# Zvijezda (poznata osoba)
Zvijezda (engleski star) označava ličnost čiji život izaziva pažnju u javnosti, a pogotovo masovnih medija. Izraz je, zahvaljujući globalizaciji i prevlasti engleskog jezika u svakodnevni govor ušao krajem 20. i početkom 21. stoljeća. 
U svom najširem smislu pojam zvijezda označava svaku ličnost za koju postoji zanimanje javnosti - umjetnike, znanstvenike, političare, športaše. 